# Frauenarzt Dr. Bertram
Frauenarzt Dr. Bertram ist ein deutsches Filmmelodram aus dem Jahre 1957 von Werner Klingler mit Willy Birgel, Winnie Markus und Antje Geerk, die hier ihren Einstand vor der Kamera gegeben hatte, in den Hauptrollen. Die Geschichte basiert auf dem Bühnenstück Der Frauenarzt Dr. Bertram von Hans J. Rehfisch.

## Handlung
Dr. Bertram, ein erfahrener Frauenarzt, wurde trotz seines fortgeschrittenen Alters, im Zweiten Weltkrieg eingezogen und diente an der Ostfront. Dort geriet er in sowjetische Gefangenschaft, aus der er erst als Spätheimkehrer entlassen wurde, um in seinen Heimatort zurückzukehren. Während seiner Abwesenheit starb daheim Bertrams damalige schwangere Verlobte Elisabeth im alliierten Bombenhagel. Aus dieser Beziehung ging 1940 eine Tochter namens Hilde hervor (wovon Bertram nichts weiß). Aus dem Baby von einst ist heute ein hübsches, 17-jähriges, blondes Mannequin geworden. Da seine verstorbene Verlobte geheiratet hatte, nachdem sie glauben musste, dass Bertram im Krieg gefallen war, trägt Hilde heute den Namen Bogner. So wird der Frauenarzt auch nicht stutzig, als er die junge Frau, die starke Ähnlichkeit mit Elisabeth besitzt, kennen lernt und sich in sie verliebt. Er, der sich im Lauf der Jahre zu einem entschiedenen Abtreibungsgegner gewandelt hatte, weiß auch nichts von der Entscheidung von Hildes Mutter, das Kind zu behalten. Bertram hatte ihr damals zu einem Schwangerschaftsabbruch geraten, da er nicht wusste, ob er den Krieg überleben würde. Bertrams Einstellung zu dem Mädchen, für das er soeben noch romantische Gefühle hegte, ändert sich schlagartig, als er durch Frau Losch, einer ortsansässigen Caféhausbesitzerin, von seiner Vaterschaft erfährt. Hilde wiederum weiß nicht, wer ihr wirklicher Vater ist.
In einem Anfall von eigenem Erschrecken angesichts seiner Gefühle, stößt Dr. Bertram seine Tochter Hilde barsch von sich, ohne sich dem verwirrten Mädchen zu erklären. Die wiederum flieht in die Arme von Kurt Losch, einem rücksichtslosen Mann, der ihre seelische Verwirrung schamlos ausnutzt und Hilde schwängert. In ihrer Notlage bitte das Nachwuchsmodel Dr. Bertram in seiner Eigenschaft als Frauenarzt um Hilfe. Als er einen Schwangerschaftsabbruch jedoch ablehnt, weil er dies für „Mord“ hält, konsultiert Hilde eine „Engelmacherin“, die sie bei dem Abtreibungsversuch beinah tötet. Bertram rettet in Zusammenarbeit mit seinem Assistenten Dr. Warsitz seine Tochter mittels einer Notoperation. Sie wird wieder Kinder bekommen können. Zu einem Schwangerschaftsabbruch wäre Dr. Bertram schon aus moralischen Gründen nie imstande gewesen. Seinem Assistenzarzt erklärt der alte Mediziner frank und frei: „Nur Gott allein hat das Recht über Leben und Tod zu entscheiden“. Nach dem überstandenen Drama unternimmt Hilde gemeinsam mit ihrem Vater, der inzwischen eine Frau fürs Leben gefunden hat, eine Italienreise, um ihren Erzeuger näher kennen zu lernen und gemeinsame Familienbande zu knüpfen. Und in dem seriösen Dr. Warsitz findet Hilde nun auch einen Mann, der in den Augen ihres gestrengen Vaters bestehen kann.

## Produktionsnotizen
Frauenarzt Dr. Bertram entstand Mitte 1957 im Filmatelier Göttingen und wurde am 14. November 1957 im Hannoveraner Palast-Kino uraufgeführt.
Albert Stenzel übernahm die Produktionsleitung. Max Mellin entwarf die von Karl Weber umgesetzten Filmbauten.

## Kritiken
Schon den zeitgenössischen Kritikern erschien das Werk als allzu gekünstelt. Eine Stellungnahme in der Süddeutschen Zeitung vom 15. November 1957 bezeichnete den Film als „eine Problem-Schnulze von unwahrscheinlicher Verlogenheit.“ Der Katholische Filmdienst nannte ihn am 28. November 1957 eine „pseudomoralische Konstruktion, die nur ersonnen zu sein scheint, um den pikanten Abtreibungswunsch einer Halbwüchsigen an den eigenen Vater und ähnliche Abschweifungen in deutsche Filmerotik zu ermöglichen.“ Die Frankfurter Rundschau schließlich kritisierte am 19. April 1958, dass hier ein ernstes Problem „mit fahrlässiger Routine nach steinaltem Klischee abgehandelt“ werde. Produzent und Drehbuchautor J. A. Huebler-Kahla sei dabei „mit beinahe atemberaubender Präzision an sämtlichen wichtigen Fragen vorbeigesegelt.“
Im Lexikon des Internationalen Films heißt es knapp: „Eine moralisch verbrämte Hintertreppengeschichte.“
Auf kino.de ist zu lesen: “Moralinsaures Nachkriegs-Drama um einen Arzt, der sich in seine eigene Tochter verliebt.”